# Daniel Raffard de Brienne
Pour les articles homonymes, voir Raffard et Brienne.
Daniel Raffard de Brienne (né le 7 janvier 1927 à Saint-Quentin dans l'Aisne, mort le 7 juillet 2007 à Lille) est un journaliste et écrivain français.

## Biographie
Bachelier à 17 ans, il est brancardier de la Croix-Rouge en 1944 à Rouen et combattant des Forces françaises de l'intérieur (FFI). Après la guerre, il militera au Mouvement socialiste monarchiste (MSM) de Jean Bourquin.
En 1948, il achève une licence de droit et une licence de lettres et devient délégué bénévole dans les congrès internationaux destinés à « construire l'Europe ». Il y côtoie, entre autres, Léon Jouhaux, François Mitterrand, Louis Salleron, Jean de Fabrègues et le pape Pie XII (source : Droit vers l'azur, souvenirs). Il abandonne ses fonctions en 1950 pour mener une carrière professionnelle dans le secteur privé.
Marié et père de 5 enfants, il a toujours été un catholique fervent, convaincu et fidèle à l'enseignement traditionnel de l'Église. Il a milité et occupé des postes de responsabilité dans plusieurs mouvements et associations, notamment Renaissance catholique, le CIELT (Centre international d'études sur le Linceul de Turin) et l'Association des écrivains catholiques.
Rédacteur régulier de la revue Lecture et Tradition et du Libre Journal pendant une vingtaine d'années, il a publié environ 25 ouvrages et de nombreux articles sur des sujets tels que la messe, l'évolutionnisme, l'œcuménisme, le catéchisme, les croisades et les traductions de la Bible. Il figure parmi les partisans français de l'authenticité du Suaire de Turin, sujet auquel il avait consacré six ouvrages de divers niveaux et plus d'une centaine de conférences en Europe.

## Œuvres
- Notices généalogiques : 1, Picardie, Daniel Raffard de Brienne, Lille, 1966, 122 p.
- Notices généalogiques : 2, Vermandois et alentours, Daniel Raffard de Brienne, Lille, 1968, 167 p.
- Notices généalogiques : 3, Vermandois et alentours, Daniel Raffard de Brienne, Lille, 1973, 127 p.
- Notices généalogiques : 4, Quercy, Bas-Limousin, Champagne, Daniel Raffard de Brienne, Lille, 1974, 102 p.
- Notices généalogiques : 5, Flandre, Hainaut, Artois, Daniel Raffard de Brienne, Lille, 1976, 162 p.
- Notices généalogiques : 6, Picardie, Île-de-France, Daniel Raffard de Brienne, Lille, 1980, 184 p.
- Il n'y a qu'un seul Dieu : petit traité d'apologétique, Éditions de Chiré, Chiré-en-Montreuil, 1991, 234 p.  (ISBN 2-85190-069-2) – Réédition revue (avec une lettre-préface du cardinal A. Stickler), Éditions de Chiré, Chiré-en-Montreuil, 2003, 234 p.  (ISBN 2-85190-138-9)
- Le Saint Suaire dit vrai !, Renaissance catholique, coll. « Les dossiers de Renaissance catholique », Issy-les-Moulineaux, 1992, 47 p. [pas d'ISBN]
- L'Action catholique : la révolution dans l'Église, Renaissance catholique, coll. « Les dossiers de Renaissance catholique », Issy-les-Moulineaux, 1993, 47 p. [pas d'ISBN]
- Le Secret du Saint Suaire, Éditions de Chiré, Chiré-en-Montreuil, 1993, 127 p.  (ISBN 2-85190-077-3)
- Les Lettres martiennes, Éditions de Chiré, Chiré-en-Montreuil, 1995, 122 p.  (ISBN 2-85190-085-4)
- Dictionnaire du linceul de Turin, Éditions de Paris, Paris, 1996, 103 p.  (ISBN 2-85162-006-1)
- Le Saint Suaire raconté aux enfants (illustrations de Monique Le Minor), Éditions Elor jeunesse, coll. « Saints légendaires », Saint-Vincent-sur-Oust, 1997, 120 p.  (ISBN 2-912214-03-3)
- Enquête sur le Saint Suaire, Éditions Rémi Perrin, Paris, 1998 (édition revue et augmentée), 155 p. + 12 p. de planches  (ISBN 2-911005-13-9) –
- Saint Antoine de Padoue, Éditions du Rocher, Monaco et Paris, coll. « Régine Pernoud », 1998, 147 p.  (ISBN 2-268-02825-9)
- Pour en finir avec l'évolution ou La faillite des théories évolutionnistes, Éditions Remi Perrin, Paris, 1999, 154 p.  (ISBN 2-911005-17-1)
- La Bible trahie ?, Éditions Rémi Perrin, Paris, 2000, 137 p.  (ISBN 2-913960-06-5)
- Odile d'Alsace (illustrations de Charlie Kiefer), Éditions Clovis, coll. « Le Lys d'or », Étampes, 2000, 86 p.  (ISBN 2-912642-40-X)
- Antoine de Padoue (illustrations de Charlie Kiefer), Éditions Clovis, coll. « Le Lys d'or », Étampes, 2001, 105 p.  (ISBN 2-912642-70-1)
- Les Charismatiques après la fête, Éditions Servir, coll. « Objections », Paris, 2001, 125 p. [pas d'ISBN]
- Geneviève de Paris (illustrations de Chard), Éditions Clovis, coll. « Le Lys d'or », Étampes, 2002, 77 p.  (ISBN 2-912642-85-X)
- Droit vers l'azur : souvenirs, Éditions Consep, Paris, 2003, 347 p.  (ISBN 2-85162-063-0)
- Constance de Compiègne (illustrations de Chard), Éditions Clovis, coll. « Le Lys d'or », Étampes, 2004, 77 p. [ISBN erroné selon la BNF]
- La Désinformation autour du linceul de Turin, Éditions de Paris, Versailles, 2004, 84 p.  (ISBN 2-85162-149-1)
- La Désinformation autour de Jésus et Marie, Atelier Fol'fer, coll. « L'Étoile du berger », Paris, 2005, 57 p.  (ISBN 2-9524214-0-4)
- La Désinformation autour des origines de l'homme, Atelier Fol'fer, coll. « L'Étoile du berger », Paris, 2005, 60 p.  (ISBN 2-9524214-3-9)
- Dictionnaire des reliques de la Passion, Éditions de Paris, Versailles, 2006, 198 p.  (ISBN 2-85162-139-4)
- Enquête sur les Croisades, Via Romana, coll. « Gladius », Versailles, 2006, 83 p.  (ISBN 978-2-916727-05-9)
- L'Islam et les Femmes, Via Romana, Versailles, 2007, 57 p.  (ISBN 978-2-916727-12-7)